# Teatro Dal Verme
A Teatro Dal Verme egy olaszországi színház Milánóban, amely  a Politeama Ciniselli magánszínház helyén épült a Via San Giovanni sul Muro utcában. A terveket, Francesco Dal Verme gróf megbízásából, Giuseppe Pestagalli készítette. A színházat a 19.- és a 20. században elsősorban operabemutatókra használták. Napjainkban a színházat hangversenyekre, színházi előadásokra, kiállításokra és konferencia-helyszínnek használják.
A színház eredetileg 3000 férőhelyes volt, felül egy nagy kupolával,  a nézőtér tradicionális patkó alakban épült, erkélyekkel, hatalmas galériával, mely több mint 1000 férőhelyes volt. A megnyitó 1872. szeptember 14-én volt, mely alkalmából Meyerbeer A hugenották művét adták elő. A színház „aranykorában” olyan híres operák premierjeit mutatták itt be, mint Puccini Le Villije (1884. május 31.); Leoncavallo Bajazzókja (1892. május 21.) és az I Medici (1893. november 9.); Cowen Signája (1893. november 12.). De ugyanitt mutatták be Olaszországban először  Lehár Ferenc A víg özvegy operettjét is (1907. április 27.).
Az 1930-as években a színház moziként is működött. A második világháború éveiben az amerikai bombázások következtében súlyosan megsérült, azonban az csodával határosan épen maradt kupolájának vasszerkezetét később a német megszállók darabjaira szedték. 1946-ban részlegesen újjáépítették, és az 1950-es évekig musicalek bemutatására használták, majd mozivá, később pedig konferenciateremmé alakították át.
1991 és 1998 között a színházat felújították. Jelenleg egy hatalmas, 1420 férőhelyes auditóriumból, a Sala Grandeból; egy kisebb előadóteremből, a 200 férőhelyes Sala Piccolaból; és egy kiállításokra és konferenciákra alkalmas teremből a Sala Terrazzoból áll.  2001. szeptember 21-ig  az adminisztrációt a Fondazione I Pomeriggi Musicali látta el.